# Fonds für Entwicklung und Partnerschaft in Afrika
Der Fonds für Entwicklung und Partnerschaft in Afrika (fepa) ist eine Nichtregierungsorganisation mit Sitz in Basel. Gegründet 1963, setzt sich fepa für Selbsthilfe im südlichen Afrika ein. Dafür unterstützt der Verein Basisinitiativen. fepa ist Zewo-zertifiziert und erhielt 2018 den Friend of Africa Award von Africa Link.

## Geschichte

### Vor der Gründung
1961 bildete sich ein Vorgängerverein des fepa. Die treibende Kraft dahinter war die Lehrerin Hedwig Meyer-Schneeberger. Sie traf an einem Kongress des Christlichen Friedensdienstes den Reverend Michael Scott und hörte von seinem Kampf gegen Rassendiskriminierung im südlichen Afrika. Was Meyer-Schneeberger am meisten beeindruckte, war die Partnerschaft zwischen «Schwarz» und «Weiss».

### Gründung
Während einer Afrikawoche in Neukirch an der Thur hielt Hedwig Meyer-Schneeberger einen Vortrag über die Lage der Tangwena in Südrhodesien. Mit einer anschliessenden Geldsammlung wurde in Nyafaru, dem Gebiet der Tangwena, eine Schule gebaut, Lehrer wurden angestellt und Kinder unterrichtet. 1962 schloss sich der Bernische Lehrerverein (BLV) der Unterstützung dieses Projektes an. Dafür wurde die Einrichtung eines eigenständigen Vereins empfohlen. Die folgenden Personen waren massgeblich an der Gründung fepas beteiligt:
- Hans Wieland, ein Kunstmaler, der ebenfalls am Vortrag in Neukirch an der Thur anwesend war
- Gertrud Kurz, "Flüchtlingsmutter" des Christlichen Friedensdienstes
- Hedwig Meyer-Schneeberger, ein Mitglied des Bernischen Lehrervereins

## Erste Projekte
fepa unterstützte unter anderem 1967 Guy Clutton-Brock bei der Gründung der Cold Comfort Farm. fepa konnte 1966 unter der Leitung von Hedwig Meyer-Schneeberger 3'000 £ für das Projekt sammeln. Dieser Beitrag war ein massgeblicher Beitrag für den Landkauf im Folgejahr. Zur Zeit der simbabwischen Befreiungsbewegung solidarisierte sich fepa mit dem schwarzen Widerstand. Als die Cold Comfort Farm aufgrund von staatlichen Repressionen 1971 zerschlagen wird, setzt sich fepa für Guy Clutton-Brocks Projektpartner in Afrika ein.

## Partnerschaftlicher Ansatz
Seit der Gründung ist fepa abhängig von Freiwilligenarbeit. Der zentrale Ansatz zur Entwicklungarbeit lautet "Hilfe zur Selbsthilfe" und zielt darauf ab, das Selbstbewusstsein der Empfänger zu stärken. Dieser Ansatz wird bis heute noch betrieben.

### Partnerorganisationen
fepa unterstützt zurzeit zahlreiche Projekte unterschiedlicher Grössen und Ziele. fepa ist in drei Ländern des südlichen Afrikas tätig.
Auswahl unterstützter Projekte in Simbabwe:
- Participatory Organic Research & Extension Training Trust (PORET), Bereich Agrarökologie und Ernährungssicherheit
- Girls and Women Empowerment Network (GWEN), Bereich Geschlechtergerechtigkeit, Mädchen- und Frauenrechte
- Dangwe Arts Vorschule, Bereich Frühförderung
- Kuwadzana Skills Training Center (KSTC), Bereich Bildungschancen

Auswahl unterstützter Projekte in Südafrika:
- Central Karoo Farmworkers Association (CKFCA), Bereich Rechte Farmarbeiter und –arbeiterinnen

Auswahl unterstützter Projekte in Mosambik:
- Cabo Delgado, Wiederaufbau